# Heinrich Gottlob von Mühler
Heinrich Gottlob Mühler, à partir de 1851 von Mühler (né le 23 juin 1780 à Louisenhof près de Pless, principauté de Pless et mort le 15 janvier 1857 à Berlin) est avocat et ministre royal prussien d' État et de la Justice ainsi que procureur de la Couronne.

## Origine
Mühler est issu d'une famille silésienne, dont la lignée commence avec Heinrich Mühler (vers 1677–1751), administrateur de l'hôpital comtal de Hochberg de Pless en Haute-Silésie. Ses parents sont le conseiller Heinrich Mühler (1747-1810) et sa femme Johanne Eich (1758-1792) de Wernigerode.
Avec l'attribution de l'ordre de l'Aigle noir, Mühler est anobli en tant que président de la Cour suprême secrète le 14 juin 1851 à Potsdam. Auparavant, ses descendants ont déjà été anoblis le 22 décembre 1833 à Berlin.

## Famille
Il se marie avec Luise Boenisch (morte le 6 décembre 1808). Le couple a une fille Johanna Marie Luise (née le 24 novembre 1808 et morte le 20 décembre 1855) qui se marie avec le conseiller de gouvernement Friedrich Theodor von Meckel (1802-1875), fils du haut président Friedrich Theodor von Merckel.
Dans son deuxième mariage, il se marie avec Ulrike Hoffmann (1793-1873) en 1810. Le couple a 3 fils et 3 filles :
- Henriette Wilhelmine (née le 9 octobre 1811 et morte le 7 novembre 1889) mariée en 1836 avec Wilhelm von Merckel (de) (né le 6 août 1803 et mort le 27 décembre 1861)
- Heinrich (1813–1874) ministre prussien de l'Éducation marié avec Adelheid Malwine Fanny von Gossler (née le 28 janvier 1821 et morte le 5 octobre 1901)
- Sophie (1816–1877) mariée avec Karl Gustav von Goßler, chancelier du royaume de Prusse[2].
- Karl (1820–1888), conseiller privé
- Ferdinand (1820-1870), conseiller du cabinet secret
- Auguste (1833-1906), chanoinesse

## Biographie
Mühler est ministre royal prussien d'État et de la Justice, président du Tribunal supérieur secret, avocat de la Couronne et député de la Chambre des seigneurs de Prusse.
De 1798 à 1801, il étudie le droit à l'Université de Halle, puis commence sa carrière dans la fonction publique comme greffier au gouvernement de Brieg, devient assesseur en 1804 et entre à l'Oberlandesgericht de Brieg en 1810.
En 1815, il devient membre de la Cour d'appel et en 1817 membre de la Cour d'appel et de cassation de Rhénanie (de). En 1822, Mühler devient vice-président du tribunal régional supérieur d'Halberstadt (province de Saxe) et en 1824 du tribunal régional supérieur de Breslau. En 1827, il est membre temporaire de la Commission de révision des lois.
En février 1832, il est nommé au Conseil d'État prussien, dont il est membre jusqu'en décembre 1854, et en même temps nommé ministre prussien de la Justice, d'abord aux côtés de Karl Albert von Kamptz, et de 1839 à septembre 1844 comme seul ministre de la Justice. Il occupe ensuite occupé le poste de président en chef de la Cour suprême. En 1849, il devient également président du Tribunal disciplinaire des fonctionnaires non judiciaires.
Il est relevé de ces fonctions à sa propre demande en novembre 1854 et prend sa retraite. L'année de sa retraite, Mühler est nommé procureur de la Couronne et nommé député de la Chambre des seigneurs de Prusse.
Heinrich Gottlob von Mühler décède en 1857 à l'âge de 76 ans à Berlin et il est enterré dans l'ancien cimetière Saint-Matthieu à Schöneberg. La tombe n'a pas survécu.

## Titres, médailles et décorations
- Ordre de l'Aigle rouge de 3e classe (avant 1824)
- Ministre d'État prussien avec le titre "Excellence" (février 1832)
- Ordre de l'Aigle rouge de 3e classe avec boucle (avant 1834)
- Ordre de l'Aigle rouge de 2e classe avec étoile et feuilles de chêne (avant 1835)
- Ordre de l'Aigle rouge de 1re classe avec feuilles de Chêne (avant 1839)
- Ordre de l'Aigle noir (14 juin 1851)
- La chaîne de l'ordre de l'Aigle noir lui est décernée avant 1854.